# قائمة الأفلام النيجرية في الترشيحات الأولية لجائزة الأوسكار لأفضل فلم أجنبي
قدمت النيجر فيلمًا لجائزة الأوسكار لأفضل فيلم بلغة أجنبية لأول مرة في عام 2018.
يتم تسليم الجائزة سنويًا من قبل أكاديمية فنون وعلوم الصور المتحركة إلى الأفلام السينمائية الطويلة التي أُنتجت خارج الولايات المتحدة، والتي تتضمّن بشكل أساس على حوار غير إنجليزي.

## الأفلام المقترحة
منذ سنة 1956، دعت أكاديمية فنون وعلوم الصور المتحركة صُنّاع الأفلام في مختلف البلدان لتقديم أفضل فيلم لجائزة الأوسكار لأفضل فيلم بلغة أجنبية. تُشرف لجنة جائزة الأوسكار لأفضل فيلم بلغة أجنبية على العملية وتستعرض جميع الأفلام المقدمة. بعد ذلك، يُقام التصويت عبر الاقتراع السري لتحديد المرشحين الخمسة للجائزة. فيما يلي قائمة بالأفلام التي قدمتها النيجر لمراجعتها من قبل الأكاديمية للحصول على جائزة الأوسكار لأفضل فيلم بلغة أجنبية.
| السنة (الحفل)                                 | عنوان الفيلم في الترشيح | العنوان الأصلي   | اللغة                      | المُخرج       | النتيجة |
| --------------------------------------------- | ----------------------- | ---------------- | -------------------------- | ------------ | ------- |
| 2018 حفل توزيع جوائز الأوسكار الحادي والتسعون | The Wedding Ring        | The Wedding Ring | الزرمية، الهوسية، الفولاني | راحماتو كيتا | لم يُرشّح |